# Alphomelon disputabile
Alphomelon disputabile är en stekelart som först beskrevs av William Harris Ashmead 1900.  Alphomelon disputabile ingår i släktet Alphomelon och familjen bracksteklar. Inga underarter finns listade i Catalogue of Life.